# Bisdom Down
Het bisdom Down is een voormalig bisdom van de Rooms-Katholieke Kerk in Ierland. Het werd gesticht in 1110 tijdens de synode van Ráth Breasail. In 1442 werd het samengevoegd met het bisdom Connor tot het bisdom Down en Connor. De kathedraal van het bisdom stond in Downpatrick. Downpatrick wordt gezien als de plaats waar St. Patrick begraven zou liggen.
De oorspronkelijke kerk werd meermalen vernietigd door natuurrampen en als gevolg van menselijk handelen.  De huidige kathedraal van de Church of Ireland staat op de plek van de historische kathedraal. De kerk werd aan het einde van de 18e eeuw herbouwd op de plek waar twee eeuwen enkel een ruïne had gestaan. 